# Distretto di Tét
Il distretto di Tét (in ungherese Téti járás) è un distretto dell'Ungheria, situato nella provincia di Győr-Moson-Sopron.